# East India House
East India House foi a sede da Companhia Britânica das Índias Orientais em Londres, da qual grande parte da Índia Britânica foi governada até que o governo britânico tomasse o controle das posses da Companhia na Índia em 1858. Estava localizado na Leadenhall Street na Cidade de Londres. A primeira Casa da Índia Oriental no local era uma mansão Elizabethan, anteriormente conhecida como Craven House, que a Companhia ocupou pela primeira vez em 1648. Esta foi completamente reconstruída em 1726-29; E remodelado e ampliado em 1796-1800. Foi demolido em 1861.